# تعهد بیشتر به خطا
«تعهد بیشتر به خطا» یا سوگیری تعهد به خطا (به انگلیسی: Escalation of commitment) الگویی در رفتار انسان است که در نتیجه آن وقتی که شخص، گروه یا سازمانی با نتایج منفی یک تصمیم، رفتار، طرح یا سرمایه‌گذاری روبرو می‌شود به جای کنار گذاشتن آن همچنان به کار غلط ادامه می‌دهد.
به عبارتی دیگر تمایل انسان به حفظ و پشتیبانی از تصمیماتی که در گذشته گرفته است حتی وقتی که به طور مشخص نا کارآمدی آنها مشخص شده باشد. این خطا یا سوگیری نشان می‌دهد که مردم تمایلی به تغییر مسیر زندگی یا قبول اشتباه ندارند بویژه زمانی که وقت، سرمایه و یا تلاش زیادی را صرف چیزی کرده باشند.
اقتصاددانان به این رفتار «خطای هزینه هدر رفته» می‌گویند. جایی که در آن تعهد به یک طرح یا سرمایه‌گذاری مالی اشتباه و ادامه آن باعث اتلاف هزینه می‌شود اما مدیران به خاطر هزینه‌هایی که تاکنون انجام شده‌است حاضر به کنار گذاشتن طرح نیستند. (هر وقت متوجه شدید که در ته یک چاه هستید، دست از کندن بردارید)
این سوگیری معمولاً زمانی روی می‌دهد که تنها دلیل ادامه یک کار وقت، انرژی یا سرمایه هدر رفته برای آن کار است و رها کردن یعنی پذیرش شکست. نمونه‌های تاریخی چنین خطاهایی پروژه هواپیمای کنکورد و جنگ ویتنام است.
مثال‌هایی در مورد تعهد بیشتر به خطا:
مدیری که یک طرح، پروژه یا سرمایه‌گذاری اشتباه را همچنان ادامه می‌دهددرحالیکه کاملا مشخص است پروژه یا سرمایه‌گذاری اشتباه است.
سیاستمداری که به حمایت و پشتیبانی از یک سیاست اشتباه که مشخص شده نادرست و ناکارآمد است همچنان ادامه می‌دهد.
شخصی که به یک رابطه‌ ناخوشایند و بی‌فایده ادامه می‌دهد برای اینکه مدت زیادی در این رابطه بوده‌ و وقت و انرژی زیادی صرف آن کرده‌ است.

## مثالی ازکتاب تفکر تند و آهسته
تصور کنید شرکتی تاکنون ۵۰ میلیون دلار روی پروژه‌ای سرمایه‌گذاری کرده است.  این پروژه اکنون از برنامه عقب افتاده و پیش‌بینی‌ها دربارهٔ بازده نهایی آن، کمتر از چیزی است که در مرحلهٔ برنامه‌ریزی اولیه انتظار می‌رفت. برای اینکه پروژه همچنان شانس موفقیت داشته باشد، نیاز به سرمایه‌گذاری اضافی ۶۰ میلیون دلاری است.در مقابل، پیشنهاد جایگزینی وجود دارد: سرمایه‌گذاری همین مبلغ روی پروژه‌ای جدید که در حال حاضر به نظر می‌رسد بازده بیشتری داشته باشد. شرکت چه خواهد کرد؟
بسیاری از اوقات، شرکتی که گرفتار «هزینه‌های هدر رفته» (sunk costs) است، خود را به دل طوفان می‌زند و پول بیشتری را بابت و.ل هدر رفته خرج می‌کند، به جای اینکه تحقیر بستن پروندهٔ یک شکست پرهزینه را بپذیرد. 
در اینجا «تعهد بیشتر به خطا» ، از دیدگاه شرکت یک اشتباه است، اما لزوماً از دیدگاه مدیری که «مسئول» پروژهٔ شکست‌خورده است، این‌گونه نیست. لغو پروژه، لکهٔ ننگی بر کارنامهٔ آن مدیر بر جای می‌گذارد، و شاید منافع شخصی او در این باشد که با پول سازمان دوباره قمار کند، به امید جبران سرمایه‌گذاری اولیه، یا دست‌کم برای به تعویق انداختن روز حساب‌ و‌ کتاب.